# Вільгельм Гондіус
Вільгельм Гондіус або Віллем Гондіус або Віллем Гондт (лат. Gviliemvs Hondivs; Гаага; біля 1598—1652 або 1658, Гданськ) — нідерландський картограф, гравер і художник.

## Біографія
Вільгельм був одним з семи дітей Гендрика Гондіуса Старшого і Сари Яандохтер. Його батько був одним із найвідоміших фламандських видавців початку XVII століття. Можливий родинний зв'язок із відомим сімейством фламандських картографів з Амстердама Гондіуса, проте такий зв'язок досі не підтверджено. Можливо, Вільгельм був онуком відомого видавця Юдокуса Гондіуса.
Учителем Вільгельма був його батько, з майстерні якого вийшло чимало відомих граверів. Про здібності Вільгельма свідчить факт, що він був серед майстрів, запрошених Ван Дейком для роботи над задуманою ним портретною галереєю знаменитих сучасників. «Іконографія», що містить 80 портретів правителів і державних діячів, поетів і вчених, художників і меценатів, була випущена Антверпенским видавцем Мартіном ван ден Енде, тестем Вільгельма. Ймовірно, саме тоді ж був зроблений Ван Дейком портрет Гондіуса, пізніше самим Гондіусом вигравіруваний.
Серед робіт Гондіуса був портрет молодого польського вельможі Януша Радзивілла, майбутнього великого гетьмана литовського, а на той час надзвичайного посла, який сповістив Англію і Нідерланди про обрання нового польського короля Владислава IV. Можливо, саме рекомендація Радзивілла і привела пізніше Гондіуса в Данциг для виконання замовлення короля Владислава — гравірування плану облоги Смоленська під час Смоленської війни 1632—1634 років.
У 1636 році Вільгельм відвідав Данциґ в Речі Посполитій, а в 1641 у пошуках кращого життя переїхав туди з Гааґи. Вільгельму надавав підтримку двір короля Владислава IV Вази.
До портретних робіт додалося звичне для сімейної традиції гравірування карт. Успішний смоленський епізод усієї компанії велів зобразити король. Гондіус приїхав в Данциґ уже після подій, що відбувалися, і хоча зазвичай рідко вдавався до чужих зразків і працював переважно за власними малюнками, повинен був скористатися ескізами картографа Йоганна Плейтнера та описом подій, виконаним королівським секретарем і історіографом, сілезьким поетом Мартіном Опіцом. В 1636 році був готовий величезний план, гравірування на 16 дошках, де відтворювався весь хід облоги, окремі сутички і битви, портрети учасників події, насамперед самого короля.
У Данцігу Гондіус працював для двох королів — Владислава IV і Яна-Казимира, отримав титул придворного гравера і пов'язані з ним привілеї. Він робив численні портрети — королів, магнатів, воєвод, канцлерів, бургомістрів, містян, учених. Співпрацював з відомим астрономом Яном Гевелєм і виконав кілька таблиць для його зоряного каталогу. Крім планів Смоленська, ним вигравірувані також карта Полісся, складена богословом Данилом Цвіккером, плани соляних копалень в Величці, прикрашені безліччю побутових сцен. 
Гондіус помер в Данциґу, за роботою над великою картою Польщі («Theatrum Poloniae») із зображенням рідкісних рослин і тварин. Після 1652 року ніяких відомостей про нього більше не зустрічається, хоча, можливо, що він прожив до 1658 року.

## Гондіус і Україна
Гондіус створив декілька майстерно вирізьблених, очевидно, за малюнком з натури, портретів гетьмана Богдана Хмельницького (деякі науковці говорять про три портрети). У 1651 році Гондіус зробив гравюру, яка стала найвідомішим прижиттєвим портретом гетьмана Б. Хмельницького «Bohdan Chmielnicki Exercitus Zaporovieñ. Præfectus, Belli Servilis Autor Rebelliumq. Cosaccorum et Plebis Ukrayneñ Dux» («Богдан Хмельницький. Війська Запорізького Головнокомандувач, Війни Хлопської Зачинатель, Повсталого Козацтва і Народу Українського Князь»). 
24 грудня 2015 р. НБУ ввів у обіг з пам'ятну монету "Богдан Хмельницький». Гравюра фламандського картографа, гравера, художника Вільгельма Гондіуса (1651р.):    На реверсі на дзеркальному тлі увігнутої поверхні монети відтворено: ліворуч - портрет Богдана Хмельницького художника Вільгельма Гондіуса (1651), праворуч - центральний фрагмент прапора гетьмана з його ініціалами та абревіатурою гетьманського титулу, унизу півколом розміщено напис БОГДАН ХМЕЛЬНИЦЬКИЙ.
Існує ще й карикатура на відомий портрет, де видовжені у гетьмана вуха, подібні до віслючих, на шапці замість звичного страусячого пір’я — ріжки, як у козла. Підпис латиною іменує гетьмана дивними титулами: "Війни Хлопської Зачинатель", "Повсталого Козацтва і Народу Українського Князь". Існує припущення, що це було зроблено на замовлення представників Речі .
Гондіус вигравірував карту України на восьми аркушах, автором якої був королівський картограф і фортифікатор Ґійом Боплан. Боплан домовився про цю роботу з Гондіусом на зворотному шляху з України додому в кінці березня 1647 року. Генеральна карта України без зображення Кримського півострова була видана в 1648 році. 
Ґійом Боплан з початку 1630-х рр. і до 1647 р. перебував на польській службі, переважно на території України, у 1637–1638 рр. взяв участь у поході Конєцпольського на Павлюка й Остряницю. Гондіус виконав декілька й інших різцевих гравюр карт України.  Це були мапи, прикрашені гербами і рисунками з постатями українських, польських і турецьких воїнів. *1650 р. «Спеціальна (топографічна) мапа України»   Ґійома Боплана. Повна назва: «Delineatio specialis et accurata Ukrainae. Cum suis Palatinatibus ac Distictibq, Provincycq adiacentibus» («Спеціальний і докладний план України разом з належними до неї воєводствами, округами та провінціями»). Складається з 8 аркушів розміром 41,5×45 см кожен, загальний розмір 83х216 см, масштаб 1:450 000. Гравер і видавець Вільгельм Гондіус. *1651 р. (місце видання не вказане) була видана карта Ґійома Боплана: «NOVA TOTIUS REGNI POLONIE…» («Нова карта всього Польського королівства..."). Гравер і видавець Вільгельм Гондіус. Мідерит. Одноколірна. Папір 33,3 x 25,5 см. Масштаб бл. 1: 6 500 000. Мова латинська. Вільгельм Гондіус виконав гравюри за малюнками Г. Л. Боплана до книги “Опис України” (1651).

## Галерея

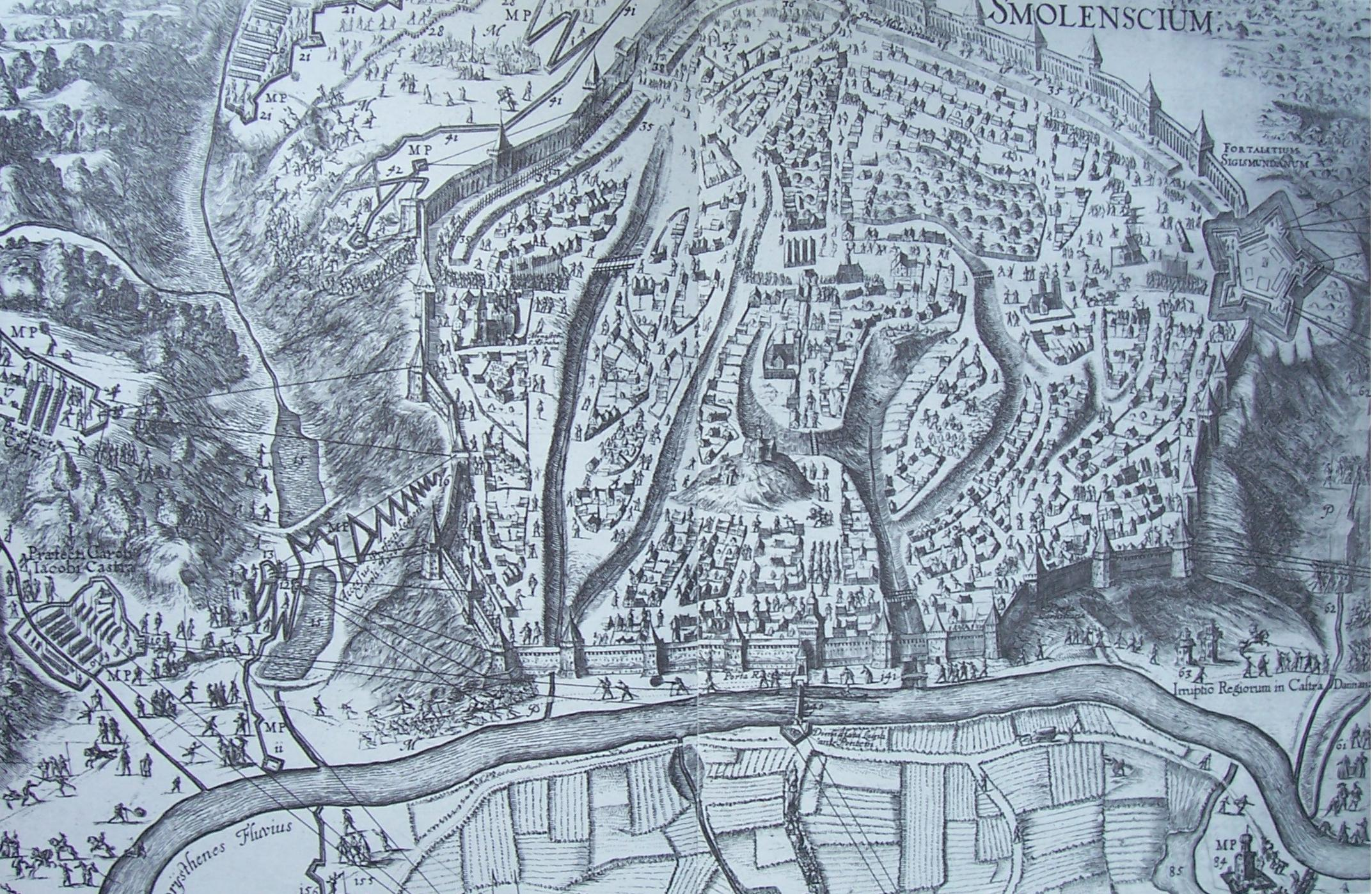
Фрагмент гравюри «План облоги Смоленська», Данциг, 1636.
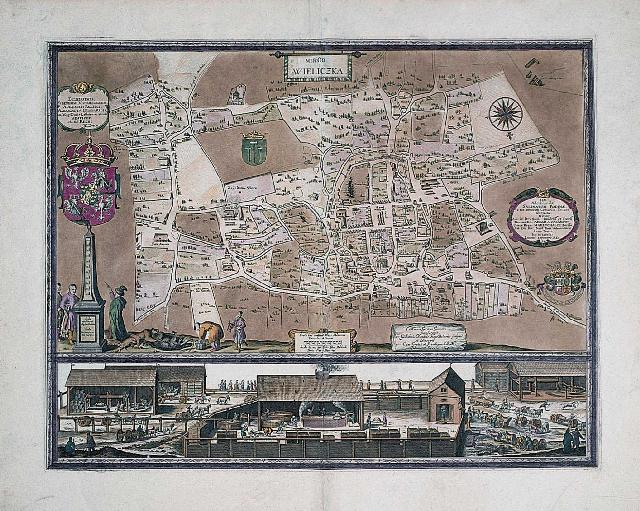
Гравюра на мідній пластині «План соляних копалень у Величці, 1645».
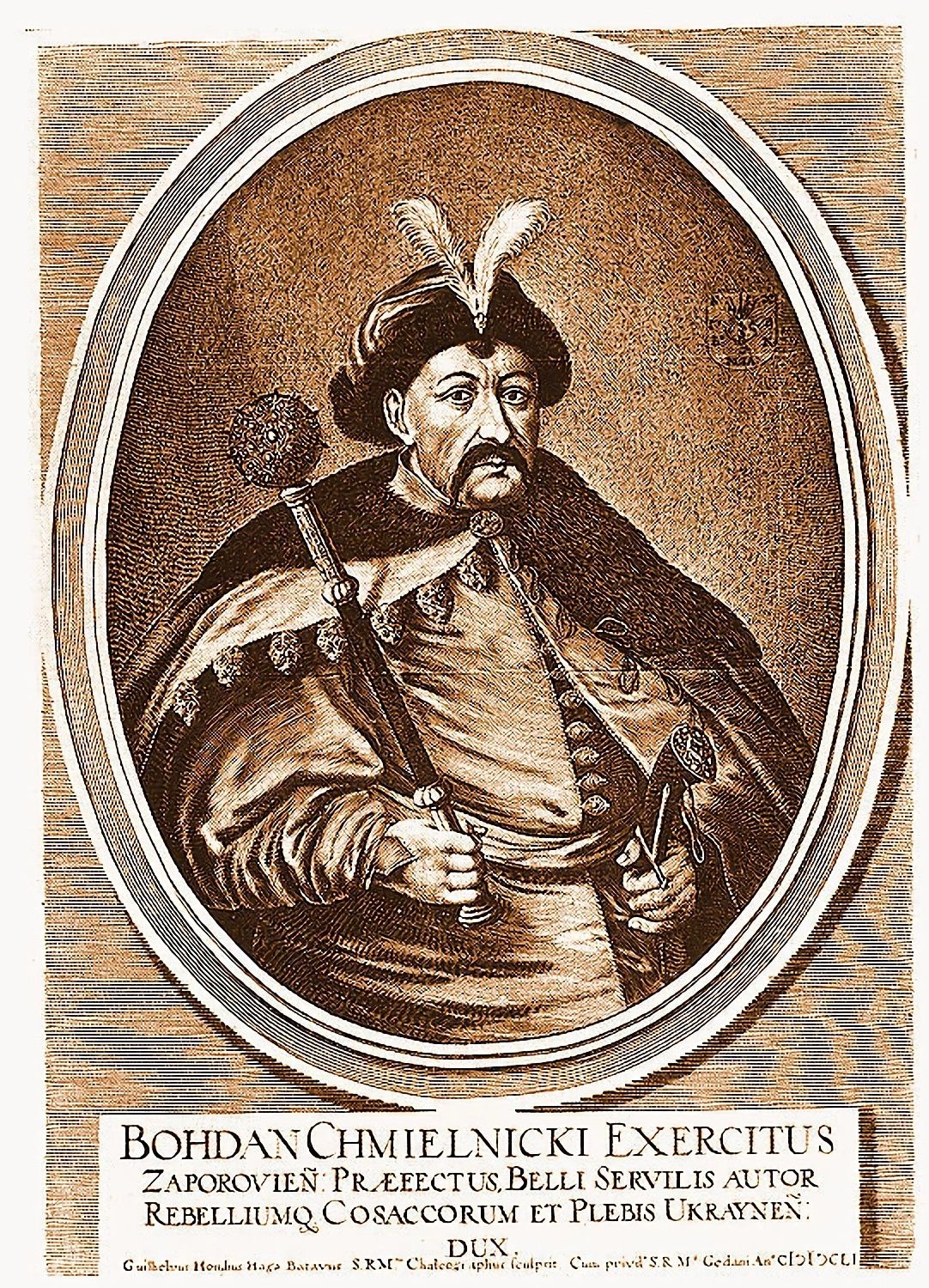
Портрет Богдана Хмельницького. Підпис: Bohdan Chmielnicki Exercitus Zaporovien Pr. Electus. Belli Servilis autor Rebelliumo Cosaccorum et Plebis Ukrainen dux
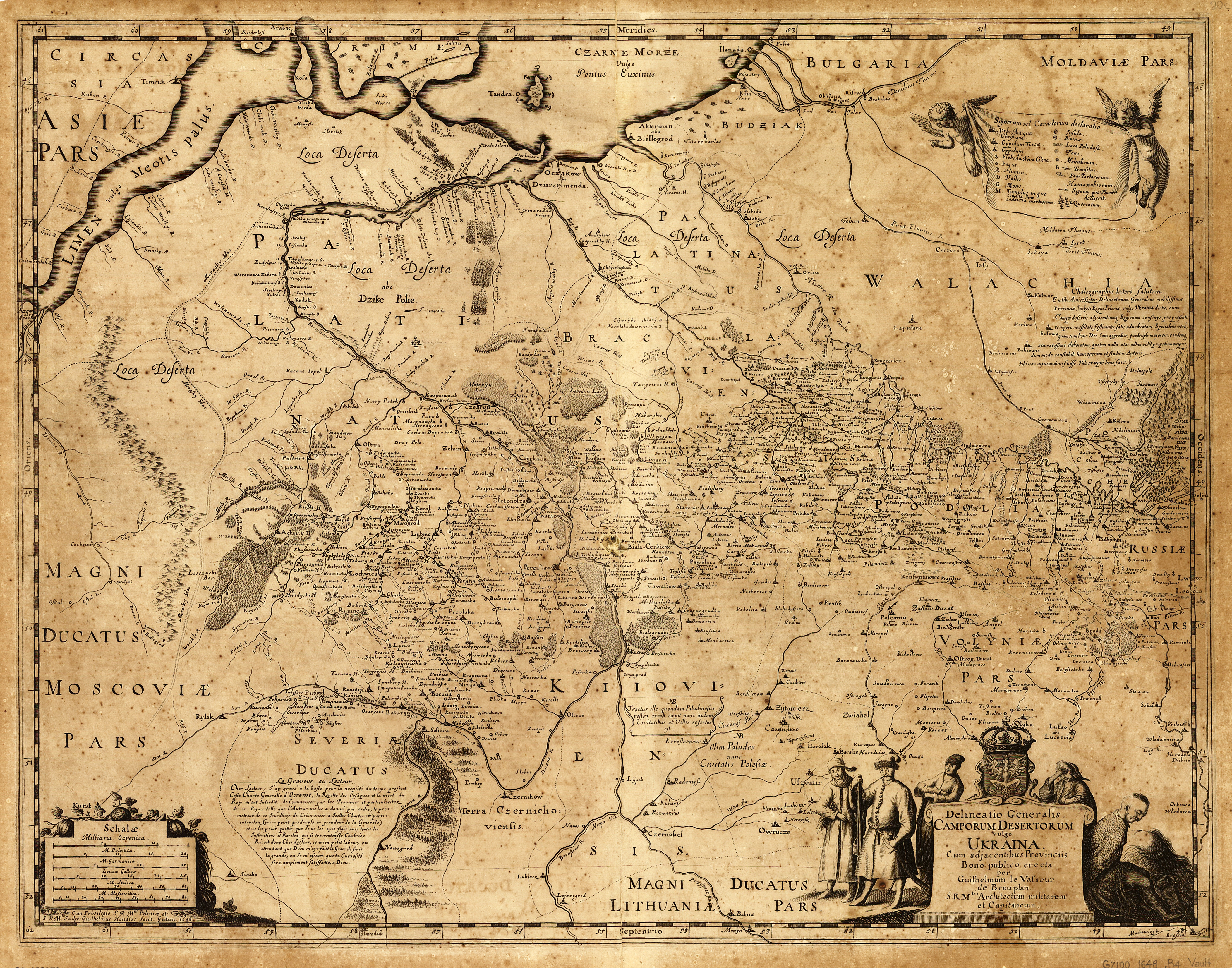
Генеральна мапа України за описом Боплана, 1648.